# Australartona mirabilis
Australartona mirabilis là một loài bướm đêm thuộc họ Zygaenidae. Nó được tìm thấy ở khu vực rừng núi ôn đới phía nam ở New South Wales và miền nam Queensland.
Chiều dài cánh trước là 8-8.5 mm. Chúng là loài bay yếu. Con trưởng thành bay vào ban ngày.
Ấu trùng có thể ăn Tettrarhena juncea. Cá thể trưởng thành hút mật hoa các loài Helichrysum.